# Конфессионализация
Конфессионализация (нем. die Konfessionalisierung) — общее название для общественных процессов, происходивших в сословной Европе в XVI—XVII вв. Данный период в некоторых исследованиях называется веком конфессионализма (нем. Zeitalter des Konfessionalismus) или формированием конфессий (нем. Konfessionsbildung) и т.д. Сам термин «конфессионализация» был впервые введён в исследованиях Х. Шиллинга и В. Райнхарда, в которых религиозный фактор распространялся на политику, что естественно для Европы тех веков.
Идея связи конфессионализации и секуляризации не обходится без дискуссий. Периодически утверждается, что начавшееся расхождение между светской властью и церковью поставило под вопрос её функциональную сущность. Х. Шиллинг, в частности, по этому поводу пишет следующее: «…увеличение разницы между мирским и церковным проявлявшееся, прежде всего, в крушении сначала имперского, а затем церковного универсализма, предстает как процесс секуляризации, результатом чего стало формирование нововременных государств, с одной стороны как противников, а с другой, как сторонников религии». Схожей позиции придерживаются и некоторые другие исследователи, например В. Шульце и Р. Вольфайль. Последний отмечал: «…Реформация, так или иначе, привела к обособлению людей от религии, содействуя, тем самым, секуляризации». В. Шульце, в свою очередь, развивая эту мысль, делал акцент на том, что конфессионализация обусловила постановку вопроса о политическом сосуществовании в условиях процесса секуляризации. Упомятый выше В. Райнхард в оценке взаимосвязи политики и религии, опровергая утверждение о прагматическом подходе государственной власти к религиозному вопросу, отмечает, что действие немецких территориальных государей зависели не только от политического расчета, но и от религиозно-социального ориентира и от социально-культурного процесса, отраженного в конфессионализации. Кроме того, он не разграничивал Реформацию и Контрреформацию на противоположные фазы, считая, что это параллельные процессы. Исследователь говорит об их достаточной типологической однородности, отмечая сочетание модернизационных и консервативных тенденций в этих процессах. Итогами и протестантской Реформации, и католического обновления, с одной стороны, стало рождение новых церковно-конфессиональных структур, а с другой, влияние на политические процессы. В частности, В. Райнхард пишет: «Религиозный фактор времени распространялся также и на политику, как и напротив, политика сопрягалась с церковью и религией. Формирование ранних форм современного государства не могло таким образом следовать независимо от конфессиональных проблем».
Заключительной фазой всех этих процессов считается середина XVII в. Например, Х. Шнабель-Шюле считает, что о заключении Вестфальского мира в 1648 г. как о финальном аккорде конфессиональной эпохи, нужно говорить осторожно.
Распространённой является хронология Х. Шиллинга. Он предложил разделить период конфессионализации на четыре этапа:
1. конец 40-х гг. — 70-е гг. XVI в. Это время относительного внутриимперского мира;
2. рубеж 70 — 80-х гг. XVI в., так называемый «предвестник религиозного противоречия». В это время происходит сращивание протестантизма и уже тридентского католицизма с территориально-княжескими силами и формирование сословно-религиозных групп, что ставит внутриимперский мир под угрозу;
3. 1580-е-1620-е гг., именуемая «высшей точкой конфессионализации»;
4. конец 40-х гг. XVII в. — XVIII вв.[7]

Однако существуют и другие варианты периодизации этого периода. Например, Х. Клютинг расширил рамки конфессиональной эпохи, взяв за точку отчета 1525 г.